# Delirij
Delirij (iz lat. delirium, iz lira ,brazda‘, de-lirare ,zaiti iz brazde‘: ,blodnja, zmedenost‘) je potencialno reverzibilno bolezensko stanje, ki se navadno začne nenadoma; oseba se ni zmožna osredotočiti in postane zmedena, dezorientirana ter ne more jasno misliti.

## Vzroki
Delirij je nenormalno duševno stanje (ne bolezen) s številnimi simptomi, ki kažejo zmanjšano duševno delovanje. Delirij lahko povzroči stotine bolezenskih stanj, ki segajo od preproste dehidracije do zastrupitev z zdravili ali smrtno nevarnih okužb. Najpogosteje delirij prizadene starejše in tiste, ki imajo možgane že od prej okvarjene, npr. zelo težke bolnike, tiste, ki jemljejo zdravila ali mamila, ki spreminjajo duševost ali vedenje, in ljudi z demenco.

## Simptomi
Delirij se lahko začne na več načinov in blag primer je včasih težko prepoznati.  Vedenje delirantnih ljudi je različno, v grobem pa podobno vedenju človeka, ki postaja čedalje bolj pijan. 
Najpomembnejši znak delirija je nezmožnost biti na nekaj pozoren. Delirantni ljudje se ne morejo osredotočiti, tako da s težavo predelujejo nove informacije in se ne zmorejo spomniti nedavnih dogodkov. Skoraj vsi so dezorientirani v času in vsaj deloma zmedeni glede tega, kje so. Mislijo zmedeno, besedičijo ali celo mislijo nepovezano. V težkih primerih bolnik včasih ne ve, kdo je. Take bolnike lahko strašijo bizarne halucinacije, v katerih vidijo reči ali ljudi, ki jih ni. Nekateri postanejo paranoični in verjamejo, da se dogajajo čudne stvari (blodnje). Delirantni ljudje se na svoje težave odzivajo različno: nekateri postanejo tako tihi in zaprti vase, da tisti okrog njih včasih sploh ne ugotovijo, da so delirantni; drugi postanejo agitirani in se poskušajo s svojimi blodnjami in prividi boriti.
Kadar delirij povzročajo zdravila ali mamila, se vedenje pogosto spremeni na različne načine, odvisno od snovi. Tako npr. ljudje, zastrupljeni z uspavalnimi tabletami, pogosto postanejo zelo zaprti vase, tisti, ki se zastrupijo z amfetamini, pa lahko postanejo agresivni in hiperaktivni.
Delirij lahko traja več ur, dni ali celo dlje, odvisno od tega, kako težek je, ter od bolnikovega siceršnjega zdravstvenega stanja. Pogosto se poslabša ponoči (to imenujemo pojav zahajajočega sonca). Prej ali slej bo delirantni bolnik utonil v nemirno spanje; včasih delirij lahko napreduje celo v komo.

## Zdravljenje
Zdravljenje delirija je odvisno od temeljnega vzroka. Tako npr. zdravimo okužbe z antibiotiki, vročino z drugimi zdravili, nenormalno koncentracijo soli in mineralov v krvi pa z uravnavanjem tekočin in soli.
Ljudem, ki so izredno agitirani ali ki imajo halucinacije, je treba preprečiti, da bi poškodovali sami sebe ali svoje negovalce. V bolnišnicah včasih uporabljajo tapecirane ovirnice. Agitacijo lahko pomagajo olajšati benzodiazepinska zdravila. Antipsihotična zdravila navadno dajejo le ljudem, ki so agresivno paranoidni ali močno grozavi, ali tistim, ki jih ni mogoče pomiriti z benzodiazepini. Bolnišnice uporabljajo ovirnice le, če ni drugega izhoda, zdravniki pa so pazljivi pri predpisovanju zdravil, posebno pri starejših ljudeh, ker lahko ovirnice ali zdravila povzročijo še večjo agitacijo ali zmedenost in prikrijejo temeljni problem. Če pa je delirij sprožil alkohol, dajejo zdravniki benzodiazepine, dokler agitacija ne mine.